# Hans Aanrud
Hans Aanrud (Vestre Gausdal, 1863 - Oslo, Noruega 1953) fou un escriptor i dramaturg noruec, autor de narracions sobre la vida camperola i de comèdies sarítiques com "La cigonya" (1895).

## Biografia
Nascut en una família rural va tenir dificultats d'accés a l'estudi. No obstant això, aviat en la seva vida va mostrar un gran interès en les persones que li van envoltar i la seva manera de viure en les dures condicions de les zones del nord.
Va anar a una escola de gramàtica i després va exercir com a tutor privat. Quan va tenir un cert èxit amb les seves obres literàries es va traslladar a Oslo. Allà va ser crític literari i teatral. De 1911 a 1923 també va ser assessor del Nationaltheatret (teatre nacional d'Oslo).
De tota la seva producció narrativa hi ha una que es considera la seva obra més important: Em Vinternat (Una nit d'hivern) així com una peça que va ser ben acceptat pels lectors de l'època, Seminaristen, (1901). Aquests relats es caracteritzen per descriure la vida pagesa de Noruega Oriental de manera plena de realisme.

## Obra
- Storken (La Cigonya, 1895)
- En Vinternat og andre Fortællinger (Una nit d'hivern i altres relats, 1896)
- Hanen, 1898
- Seminaristen (El seminarista, 1901).
- Sidsel Sidsærk 1903
- Hanen (El gall, 1906)
- Sølve Solfeng 1910
- Fortællinger for Barn 1917
- Sølve Suntrap 1926